# 4 (powieść)
4 – polska powieść Waldemara Łysiaka wydana w 2009 roku nakładem Wydawnictwa Nobilis. Utwór luźno nawiązuje do trylogii łotrzykowsko-heroicznej, na którą składają się powieści Dobry, Konkwista i Najlepszy,  choć stanowi odrębne dzieło literackie. Jednakże zarówno tematyka, bohaterowie jak i odnośniki do przeszłych wydarzeń nawiązują do Konkwisty i Najlepszego.

## Bohaterowie
- Pułkownik Clint Farloon - "Amber", "Don"
- Lowa Abelman
- Major John Nowik "Pole"
- Major Larry Gracewood "Woody"
- Kapitan Hank Forman "Husky"
- Generał Igor Pietrowicz Tiomkin
- Jan Serenicki - "Wieża", "Y"
- Ramon Ramirez
- Julio Ramirez "Chico"

## Treść
Akcja powieści toczy się w końcówce 2008 i początkach 2009 roku. Na skutek zwycięstwa wyborczego Baracka Obamy zostaje rozwiązany Team One, kierowany przez wiceprezydenta Dicka Chenneya supertajny zespół komandosów. Komando pułkownika Farloona jest bez zajęcia. Tymczasem w Meksyku porwany i okaleczony zostaje wnuk Ramona Ramireza, bogatego przedsiębiorcy. Postanawia on zatrudnić komandosów w celu ukarania sprawców, co ułatwia mu siostrzeniec, będący kiedyś członkiem Team One. 
O zadaniu dowiaduje się mecenas Lowa Abelman, przyjaciel Clinta z dzieciństwa, obecnie pełniący bliżej nieokreśloną rolę w świecie służb specjalnych. Ekipa komandosów oficjalnie realizująca prywatną zemstę jest bardzo na rękę służbom, z których każda ma w Meksyku swoje interesy - DEA chce znaleźć szlak przerzutowy narkotyków a CIA zwerbować rezydenta FSB.